# 圣乔治多尔克
圣乔治多尔克（法語：Saint-Georges-d'Orques，法語發音：[sɛ̃ ʒɔʁʒ dɔʁk]）是法国埃罗省的一个市镇，位于该省东部，属于蒙彼利埃区。

## 地理
圣乔治多尔克（43°36'37"N, 3°46'50"E）面积9.31 平方千米，位于法国奧克西塔尼大區埃罗省，该省份为法国南部沿海省份，南濒地中海，西南接奥德省，西北接塔恩省和阿韦龙省，东北与加尔省接壤。
与圣乔治多尔克接壤的市镇（或旧市镇、城区）包括：格拉贝勒、瑞维尼亚克、拉韦吕讷、蒙塔尔诺、米尔维耶勒-莱蒙彼利埃、皮尼昂。

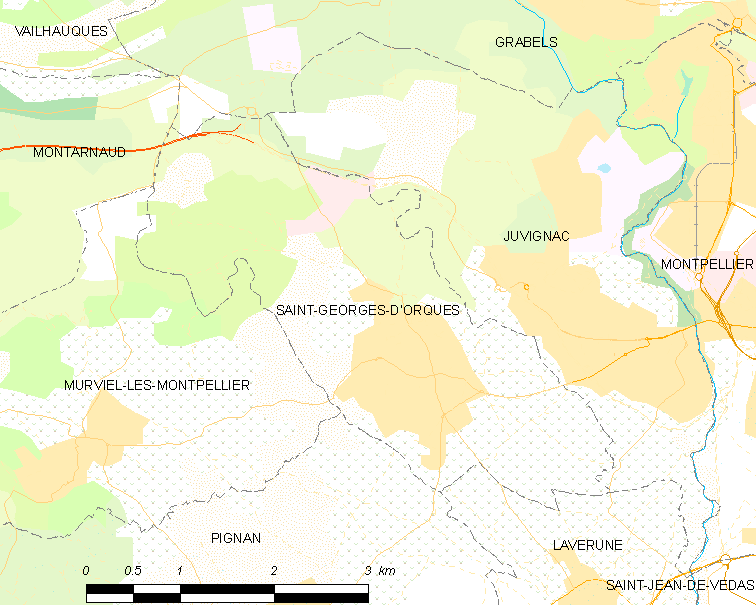
圣乔治多尔克的OSM定位图

圣乔治多尔克的时区为UTC+01:00、UTC+02:00（夏令时）。

## 行政
圣乔治多尔克的邮政编码为34680，INSEE市镇编码为34259。

## 政治
圣乔治多尔克所属的省级选区为皮尼昂县。

## 人口

1962-2008年间圣乔治多尔克人口变化图示

圣乔治多尔克于2022年1月1日时的人口数量为5707人。